# Karl Joseph von Kaunitz-Rietberg

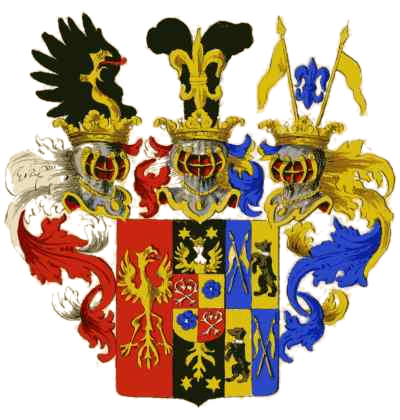
Wappen von der Familie Kaunitz-Rietberg.

Karl Joseph Stephan Graf von Kaunitz–Rietberg (* 26. Dezember 1715; † 31. März 1737 in Rom) war Domherr in Münster, Lüttich und Olmütz.

## Leben

### Herkunft und Familie
Karl Joseph Stephan Graf von Kaunitz und Rietberg entstammte dem alten böhmischen Adelsgeschlecht Kaunitz, aus dem zahlreiche namhafte Persönlichkeiten hervorgegangen sind. Er war der Sohn des mährischen Landeshauptmanns Maximilian Ulrich von Kaunitz (1679–1746) und dessen Gemahlin Maria Ernestina Francisca Gräfin von Rietberg. Über seine Heirat kam die Familie in den Besitz der Grafschaft Rietberg und stieg damit in den Hochadel auf. Sein Onkel Franz Karl war Bischof von Laibach in Slowenien. Karl Josephs Bruder Wenzeslaus Anton (1711–1794) war österreichischer Staatsmann, Reichshofrat und Diplomat.

### Wirken
Über das nur kurze Leben Karl Josephs ist nur wenig bekannt.
Im Jahre 1733 erhielt er die Dompräbende in Münster, auf die sein Bruder Wenzeslaus Anton verzichtet hatte. Dieser hatte zuvor von seinem Vater die Pfründe aus Versorgungsgründen erhalten. Karl Joseph war sowohl Domherr in Lüttich und Olmütz als auch Auditor der Römischen Rota.